# Korsør Nor
Korsør Nor är en lagun (strandsjö) på ön Sjælland 
i Danmark.   Den ligger i Region Själland, i den sydöstra delen av landet, 100 km väster om Köpenhamn. 
Klimatet i området är tempererat med en  årsmedeltemperatur på 8 °C. Den varmaste månaden är augusti, då medeltemperaturen är 18 °C, och den kallaste är februari, med −2 °C.